# El Paso Energy Building
Bank of America Center — небоскрёб, расположенный в Хьюстоне (штат Техас, США). В небоскрёбе 33 этажа, его высота — 153 метра. В здании располагается штаб-квартира одноимённой компании El Paso Corporation.